# Bogusław Śliwa

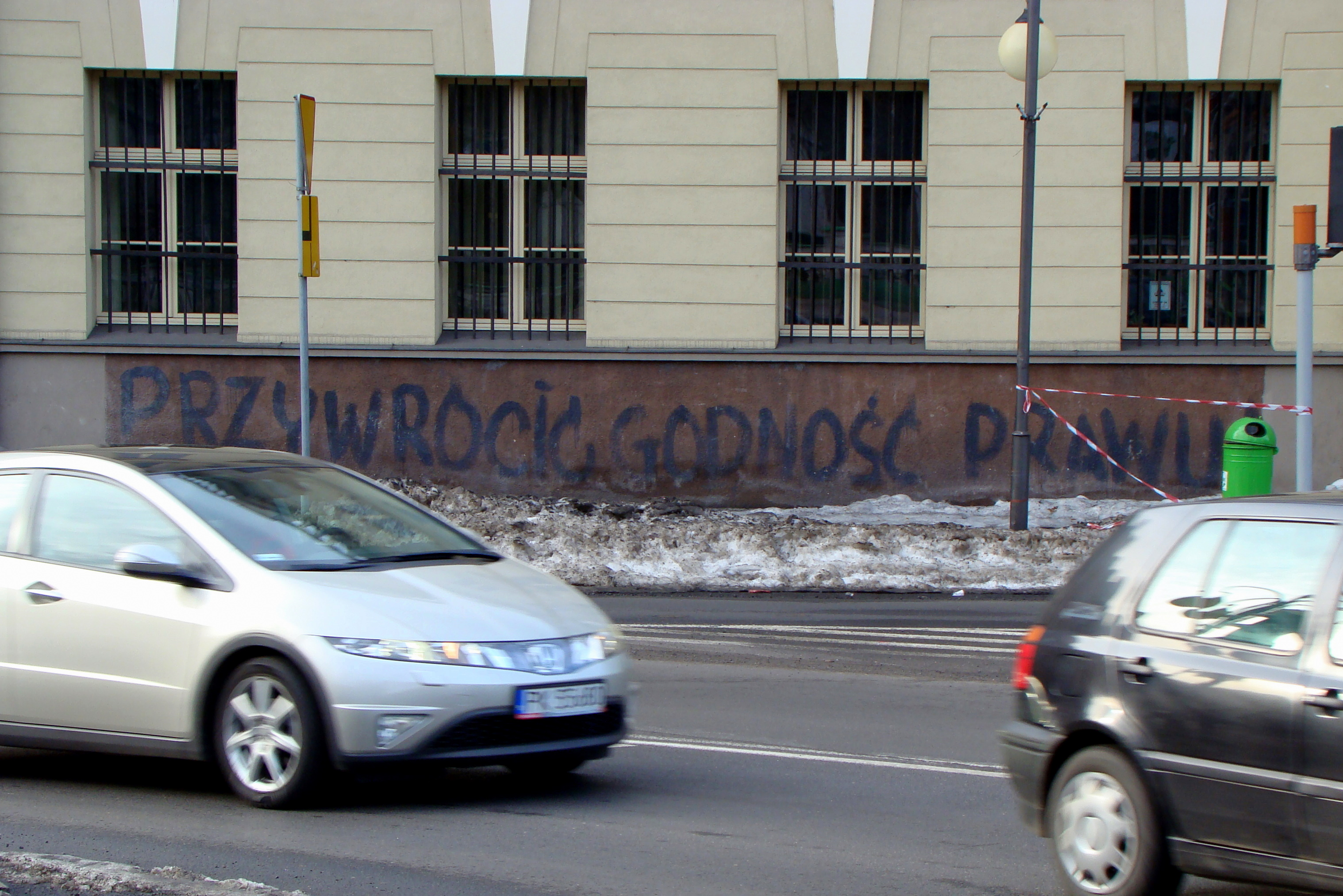
„Przywrócić godność prawu” (2010)

Bogusław Śliwa (ur. 6 października 1944 we Lwowie, zm. 23 listopada 1989 w Sztokholmie) – polski prawnik, działacz opozycyjny, autor Posłania do ludzi pracy Europy Wschodniej (1981).

## Życiorys
Był synem Józefa i Marii z d. Brichacek. W 1969 ukończył studia na Wydziale Prawa i Administracji Uniwersytetu im. Adama Mickiewicza w Poznaniu. W 1975 rozpoczął pracę jako prokurator w Kaliszu. W 1978 zamierzał oskarżyć milicjanta o zabójstwo Ryszarda Mikołajczyka za co został dyscyplinarnie zwolniony z pracy ze stanowiska wiceprokuratora Prokuratury Rejonowej w Kaliszu.
Od 1979 członek Ruchu Obrony Praw Człowieka i Obywatela (ROPCiO). W latach 1979–1980 wydawał (razem z Antonim Pietkiewiczem i Tadeuszem Wolfem) dwutygodnik "Wolne Słowo". W 1980 był doradcą i ekspertem w czasie strajków w Kaliszu. W latach 1980–1981 sekretarz, a następnie wiceprzewodniczący Zarządu Regionu NSZZ „Solidarność” Wielkopolska Południowa w Kaliszu. Delegat na I Krajowy Zjazd Delegatów NSZZ „Solidarność” w Gdańsku, autor "Posłania do ludzi pracy Europy Wschodniej" (przyjętego przez delegatów Zjazdu 8 września 1981). Jest autorem pomysłu napisu „Przywrócić godność prawu!” na murze gmachu Sądu Okręgowego w Kaliszu, co zrealizował w listopadzie 1981 roku Stanisław Słodkiewicz. Napis został zachowany, a od 2016 roku ma tablicę informacyjną i został zabezpieczony szybami. Internowany (Gębarzewo, Kwidzyn), po zwolnieniu represjonowany i zmuszony do opuszczenia kraju.
Na emigracji organizował pomoc prawną dla uchodźców politycznych, m.in. w sprawie uniemożliwienia ekstradycji do PRL nieletnich braci Adama i Krzysztofa Zielińskich, którzy w 1985 uciekli do Szwecji ukryci pod podwoziem ciężarówki. Zmarł na emigracji, spoczywa na Norra begravningsplatsen.
Zarządzeniem prezydenta RP na uchodźstwie Ryszarda Kaczorowskiego z 11 listopada 1990 został odznaczony Krzyżem Kawalerskim Orderu Odrodzenia Polski. W 2006 odznaczony pośmiertnie Krzyżem Komandorskim Orderu Odrodzenia Polski przez prezydenta Lecha Kaczyńskiego. Od 2007 Honorowy Obywatel Miasta Kalisza.